# آلون کوهن
آلون کوهن (عبری: אלון כהן‎؛ زادهٔ ۱ ژانویهٔ ۱۹۶۲) مخترع و کارآفرین اهل اسرائیل است، که در سال ۱۹۸۵ شرکت ووکال‌تک را تأسیس کرد.